# 国際微生物学連合
International Union of Microbiological Societies (IUMS)は、1927年に「国際学術会議 (International Science Council) 」(ISC) の前身の国際科学会議の下部団体である40の加盟連合ならびに協会のひとつとして 「International Society of Microbiology 」 (国際微生物学協会) として設立された。日本語で使われる本組織名表記の事例としては、「国際微生物学連合 」がある。
1986年から1988年まで有馬啓、1989年から1990年まで佐々木正五が会長を務めた。

## 目的
連合の目的は、微生物学の研究を国際的に推進していくことである。それは、国際協力の関わり合いを通じて研究や国際協力を含むその他の科学活動の手ほどきをし、容易に出来るようし、調整することである。国際会議、シンポジウム、会合の結果についての議論と普及宣伝を保証し、それらの報告書の出版を支援する。ISCにおいて、微生物学分野を代表し、他の国際機関との交流関係を維持することである。 

## 活動内容
IUMSの活動には、細菌、菌類、ウイルスの分類と命名法、食品に関わる微生物学、医療に関係する微生物学および診断学、培養収集、教育、生物学的標準化が含まれる。 
IUMSには3つの部門がある。
- 細菌学および応用微生物学 (BAM)
- 真菌学
- ウイルス学

これらの部門には、それぞれ独自の役員と目的が存在している。各部門は、それぞれ部門ごとに独自の国際会議を実施する団体を統括する。微生物学の研究と交流を国際的に推進していくという目標に向けて協力を行なっている。これら三部門に加えて、IUMSは下記の団体組織を通じて科学的活動も行っている。
- Specialist international committees (3)
- International commissions (6)
- IInternational federations (2)

ウイルス学の部門は、新しいウイルスの命名に責任を負う国際ウイルス分類委員会を統括している。
IUMSの会長として、テルアビブ大学の教授であるエリオラ・ロンが選出されている。